# Hippolytidae
Hippolytidae – rodzina krewetek czyścicieli. W rodzinie znajduje się 36 gatunków.